# Juraj Řádek
Juraj Řádek (* 5. února 1950) je bývalý slovenský fotbalista, záložník. Jako mládežnický reprezentant vyhrál Mistrovství Evropy ve fotbale hráčů do 18 let 1968. Po skončení aktivní kariéry působí jako trenér. V mládí se věnoval také lednímu hokeji, s Jednotou Trenčín se stal roku 1965 mistrem Československa v kategorii staršího žactva.

## Fotbalová kariéra
V československé lize hrál za Jednotu Trenčín. Nastoupil ve 150 ligových utkáních a dal 14 ligových gólů. V nižší soutěži hrál i za ŽD Bohumín. Za dorosteneckou reprezentaci nastoupil ve 14 utkáních a dal 1 gól a za reprezentaci do 21 let nastoupil ve 2 utkáních.

## Ligová bilance
| Ročník                                   | Zápasy | Góly | Klub            |
| ---------------------------------------- | ------ | ---- | --------------- |
| 1. československá fotbalová liga 1968/69 | 2      | 0    | Jednota Trenčín |
| 1. československá fotbalová liga 1969/70 | 18     | 1    | Jednota Trenčín |
| 1. československá fotbalová liga 1970/71 | 29     | 8    | Jednota Trenčín |
| 1. československá fotbalová liga 1971/72 | 19     | 1    | Jednota Trenčín |
| 1. československá fotbalová liga 1975/76 | 30     | 3    | Jednota Trenčín |
| 1. československá fotbalová liga 1976/77 | 10     | 1    | Jednota Trenčín |
| 2. československá fotbalová liga 1976/77 | -      | -    | ŽD Bohumín      |
| Česká národní fotbalová liga 1978/79     | -      | -    | ŽD Bohumín      |
| 1. československá fotbalová liga 1978/79 | 15     | 1    | Jednota Trenčín |
| 1. československá fotbalová liga 1979/80 | 27     | 0    | Jednota Trenčín |
| CELKEM 1. liga                           | 150    | 15   |                 |